# Cantó de Forges-les-Eaux
El cantó de Forges-les-Eaux és un cantó francès del departament del Sena Marítim, situat al districte de Dieppe. Té 21 municipis i el cap és Forges-les-Eaux.

## Municipis
- Beaubec-la-Rosière
- Beaussault
- La Bellière
- Compainville
- La Ferté-Saint-Samson
- Forges-les-Eaux
- Le Fossé
- Gaillefontaine
- Grumesnil
- Haucourt
- Haussez
- Longmesnil
- Mauquenchy
- Mesnil-Mauger
- Pommereux
- Roncherolles-en-Bray
- Rouvray-Catillon
- Saint-Michel-d'Halescourt
- Saumont-la-Poterie
- Serqueux
- Le Thil-Riberpré

## Història
| Data d'elecció                           | Identitat      | Partit                     | Qualitat |
| ---------------------------------------- | -------------- | -------------------------- | -------- |
| 1945-1958                                | M. Dubus       | rad.                       |          |
| 1958-19..                                | Jean Métadier  | Divers gauche              |          |
| 19..-1976                                | M. des Roys    | CDP                        |          |
| 1976-1994                                | Pierre Blot    | UDR, després RPR           |          |
| 1994-                                    | Michel Lejeune | Divers droite, després UMP |          |
| les dades anteriors no són pas conegudes |                |                            |          |
|                                          |                |                            |          |

## Demografia
| A partir de 1990: Població sense dobles comptes |